# Nivå
Nivå ligger i Nordsjælland og er en kystbaneby med 8.531 indbyggere  (2024), beliggende i Karlebo Sogn. Byen ligger i Fredensborg Kommune (tidligere i Karlebo Kommune), cirka 15 kilometer syd for Helsingør ved Nivå bugt og hører til Region Hovedstaden.
Byen har tidligere været kendt for sine store teglværker, Sølyst Teglværk, Niverød Teglværk og Nivaagaards Teglværk, der har formet landskabet med store udgravninger, der i dag er kunstigt skabte søer. Mest kendt er vel Nivaagaards Teglværks ringovn, der er verdens ældste, stadig eksisterende ringovn, og som med nød og næppe blev reddet. Den er næsten det eneste levn fra et af Danmarks væsentligste industrilandskaber. Så sent som i 2009 er de sidste bygninger på Sølyst Teglværk blevet revet ned, og kun én skorsten og bestyrerboligen står tilbage. I 1976 blev direktørboligen revet ned. Den er tegnet af Ferdinand Vilhelm Jensen. Grunden blev bebygget med parcelhuse.

## Historie
Egnens historie går tilbage til 11.000 f. Kr., hvor isen smeltede bort. Det muliggjorde indvandring af rensdyr og andre polardyr, hvilket tiltrak mennesket. Der er derfor opdaget mange bopladser omkring den tidligere Nivå Fjord. Hamborg-kulturen, der jagede rensdyr, har dog kun efterladt sig redskaber, mens bopladserne knytter sig til de senere kulturer så som Maglemosekulturen (8.400-6.400 f. Kr.), der ikke behøvede at strejfe så meget om efter dyrene, da klimaet blev stadig mildere, Kongemosekulturen (6.000-6.200 f. Kr.) og Ertebøllekulturen. Hørsholm Egns Museum rummer bl.a. en omfattende udstilling om stenalderjægerne fra Nivå.
I bondestenalderen (4.000-1.800 f. Kr.) blev store områder med skove ryddet – heraf bl.a. navnet "Nyweruth" (omtalt i 1370), i dag Niverød – så befolkningen kunne opdyrke jorden. Bopladserne fra denne tid befinder sig derfor længere inde i landet.
I bronzealderen (1.800-500 f. Kr.) blev folk begravet i høje. I dag er der kun en tilbage syd for Lyngebækgård. Jernalderen (500 f. Kr.-800 e. Kr.) har også sammen med bronzealderen efterladt sig spor i form af bopladser, som bl.a. er fundet i jorden ved Karsemosegård. Der er dog ikke fundet de store spor efter vikingetiden (800-1050).

### Middelalderen
Nivå omtales første gang o. 1370 i Roskildebispens Jordebog som "Oos" (= munding, dvs. Nivåens munding). På det tidspunkt var Oos et lille fiskerleje og landsbysamfund med en gård og fem huse, til hvilke der ikke hørte jord. At fiskeri var hovederhvervet ses ved, at den årlige skat eller afgift, "Landgilde", der skulle betales til bispen eller kongen, bestod af sild, torsk og flyndere.
I 1574 kaldtes landsbyen "Osnifues".
Områdets beboere bestod frem til reformationen i 1536 ellers af fæstebønder, der hørte under henholdsvis Slangerup Kloster, Roskildebispen, Esrum Kloster og Hørningsholm Gods.

### Dronningers domæne
I perioden 1562-1625 udnyttedes "Nybe AA og Daugløcke Slette" som slæbested for tømmer fra Skåne. I 1682 bestod Nivå af 3 gårde og 7 huse. Det dyrkede areal udgjorde 27,9 tønder land skyldsat til 10,19 tønder hartkorn. Dyrkningen skete ved individuelle indelukker. Området var et "fadeburslen" (også kendt som "gavelen"). Indtægterne tilfaldt således dronning Sophie Amalie, dronning Louise og dronning Caroline Mathilde.
Det var dronning Louise, der i 1701 anlagde det første teglværk i Nivå – bl.a. med henblik på slotsbygning i Hirschholm og generelt til slottene i København og Nordsjælland samt skolebyggeri i de militære rytterdistrikter. Men kun 20 år senere blev værket bortforpagtet. Teglværksdriften skulle dog komme til at kendetegne Nivå- og Niverød-området i de næste to århundreder. Der blev bl.a. leveret millioner af mursten i forbindelse med udbygningen af brokvartererne i København i den sidste halvdel af 1800-tallet.

### Galejhavnen
I 1750 var der planer om en galejhavn og fæstning ved Nivå, tegnet af Samuel Christoph Gedde og Jean Baptiste Descarriéres de Longueville, og de blev godkendt af Frederik 5. tre år senere, men fæstningen blev aldrig til noget. Anledningen til projektet var, at svenskerne i 1744 byggede en tilsvarende havn for galejer i Landskrona.
Man nåede frem til i 1757 at få bygget en del af havnen og nogle af de planlagte bygninger, men derefter gik byggeriet i stå. Dels på grund af pengemangel dels på grund af manglende interesse hos Admiralitetskollegiet, dvs. det daværende marineministerium. Desuden var konstruktionen af galejerne til havnen aldrig gået i gang. Allerede omkring 1760 må hele projektet være blevet opgivet, men fundamenterne til havnen kan stadig beses i dag i terrænet syd for det gamle Nivaagaards Teglværk og øst for Nivågård. Det ligger nu inde i land, fordi kystlinjen i tidens løb har flyttet sig.

### Nivaagaard
H. D. Brinck-Seidelin samlede i 1810 de tre gårde til en, der fik navnet Nivaagaard med tilhørende teglværk. På grund af dårlig økonomi blev både gårdene og teglværket solgt og opkøbt af grosserer og konsul Alfred Hage i 1862. I 1869 købte han også Nive Mølle. Ved Alfred Hages død i 1872 overdrog hans enke besiddelserne til sønnen Johannes Hage. Nivaagaard brændte desværre i 1878, hvorfor Johannes Hage (1842-1923) opførte en ny gård, der stod færdig i 1881. Omkring gårdens hovedbygning blev der anlagt en park på 6 ha.
Johannes Hage var et politisk og socialt engageret menneske. Han sad i Folketinget for partiet Højre i perioden 1876-1901, og han var tillige medlem af Frederiksborg Amtsråd fra 1879-1907. Hage spillede en stor rolle som primus motor i lokale, sociale projekter så som oprettelsen af Nivaagaard Sygekasse og "Den Hageske Stiftelse" (1915), hvis overskud gik til rekreationsophold for psykisk syge kvinder fra den københavnske arbejderklasse. Johannes Hage sørgede også for opførelsen af mindre lejligheder til enker efter medarbejderne ved Nivaagaards Teglværk og avlsgård. 
I 1903 opførte Johannes Hage en museumsbygning, der skulle rumme et større antal malerier, som han dels havde arvet og dels havde købt. I 1908 forærede han samlingen til den nyoprettede, selvstændige institution, Nivaagaards Malerisamling, der i årene 1989-94 udvidede samlingen betydeligt. Samlingen er berømt for bl.a. at rumme det eneste maleri af Rembrandt, der er udstillet i Danmark, "Portræt af 39-årig kvinde", malet i 1632. Maleriet blev for få år siden stjålet under dramatiske begivenheder, men blev dog tilvejebragt igen. Tyveriet gav inspiration til Jannick Johansen-filmen "Rembrandt" fra 2003.

### Kystbanen og stationsbyen
Kystbanen blev anlagt i 1897 og en station oprettedes ikke langt fra teglværkerne på bar mark. Byudviklingen gik i de første år meget langsomt. Først i 1925 opgjordes indbyggertallet i den opvoksende stationsby til 306, og det nåede kun til 602 i 1955.
I hele mellemkrigstiden dominerede teglværkerne byens næringsliv: Ved folketællingen 1930 opgjordes næringsfordelingen således:
Industri mm: 238 indbyggere (54 %)
Landbrug mm: 81 indbyggere (18,4 %)
Transport mm: 47 indbyggere (10,7 %)
Handel mm: 27 indbyggere (6,1 %)
Pensionister mm: 22 indbyggere (5 %)
Husgerning: 15 indbyggere (3,4 %)
Immatriel virksomhed: 11 indbyggere (2,5 %)
Under 2. verdenskrig blev Nivaagaard Teglværk og den gamle udskibningsmole, som betjente Teglværket, anvendt til oversejling af jøder til Sverige. Aktiviteten, der var illegal, var meget omfattende. Omkring 900 mennesker undslap besættelsesmagten via Nivå. Natten mellem den 8. og 9. oktober 1943 fandt en meget dramatisk flugt sted. Mere end 230 jødiske flygtninge blev fragtet over Øresund.
Først i 1960'erne begyndte udbygningen for alvor med gårdhavehusene i Åtoften og Nivåvænge, villaer og parcelhuse i Niverød og senere de omfangsrige gårdhave-, villa-, rækkehus- og lejlighedsbyggerier nord for Nivåvej (Mariehøj, Holtebakken, Niverød III, Niveråd IV, Islandshøjparken m.v.).
Udvidelsen af Helsingørmotorvejen i 1974 med strækningen fra Hørsholm/Kokkedal til Kvistgård udgjorde en naturlig katalysator for udviklingen i Nivå og Niverøds indbyggertal. Nivå og Niverød mangedoblede således sit indbyggertal fra 1970 til 1980. I løbet af få år voksede byernes indbyggertal fra 1.276 i 1976 til 8.222 i 1999, hvorefter det stagnerede på dette niveau (men med en faldende tendens).
Erhvervsudviklingen fulgte ikke befolkningsudviklingen, hvorfor mange af Karlebo Kommunes (og således også Nivås og Niverøds) borgere, hver dag pendlede til de større byer – navnlig i det storkøbenhavnske område.
Nivå og Niverød voksede sig fra 1960'erne og frem så store, at de i dag er vokset sammen. Den reelle sammenvoksning skete i 1980'erne med opførelsen af villahusene i Nivådal og Nivåpark syd for Niverødvej. Centerparken, der ligger vest for Nivå Center og Øst for Niverød, er i dag det eneste grønne område, der adskiller Nivå og Niverød. Nivå Center blev anlagt ved Nivå Station i første halvdel af 1980'erne og er siden blevet udbygget.

## Befolkningsudviklingen i Nivå
| År   | Indbyggertal | År   | Indbyggertal |
| ---- | ------------ | ---- | ------------ |
| 1925 | 306          | 1976 | 1.276        |
| 1930 | 441          | 1999 | 8.220        |
| 1935 | 465          | 2004 | 8.060        |
| 1950 | 601          | 2006 | 7.932        |
| 1955 | 602          | 2008 | 7.907        |

## Skolerne i Nivå og Niverød
Nivå Skole Syd (tidl. "Nivå Centralskole"), der tidligere havde til huse på Møllevej, blev indviet 1956. Dengang rummede den 150 elever – fortrinsvis børn af landmænd og teglværksarbejdere. Med førnævnte udbygninger steg presset på skolen, hvorfor den blev udbygget, så den blev mere end dobbelt så stor. Da presset var størst, var elevtallet oppe på 900 elever.
Med opførelsen af Nivå Skole Nord (tidl. Niverødgaardsskolen) i 1980'erne blev presset taget af Nivå Centralskole, således at hver klasse fik sit eget klasseværelse. Antallet af elever og antallet af lokaler kom således til at matche hinanden.
Per Gyrum Skolen har fra 2015 til huse i den tidligere hovedbygning til Niverødgaard.

## Dronning Louises kro
Dronning Louises Kro er navnet på en ejendom på Gammel Strandvej, men her har faktisk kun været kro siden 1976 (og er det ikke længere). Huset, der oprindeligt kaldtes Lille Nivågård, er fra 1754, som oprindelig blev opført som embedsbolig for proviantforvalteren ved Galejhavnen, overkrigskommissær Würtzen. Navnet skyldes, at dronning Louise i 1704 gav den første krobevilling i Nivå. Den oprindelige kro i Nivå lå på den anden side af Nive Å.

## Nivågård
Hage-familien på herregården Nivågård satte sig præg på Nivå fra 1862. Nivågård var etableret relativt sent, i 1767, som Nivaagaard Havnegaard. Herregården brændte 1879, men blev genopført året efter ved ovennævnte arkitekt Ferd. Jensen. Johannes Hage grundlagde i 1903 Nivaagaards Malerisamling, der er tegnet af Johan Schrøder og byens væsentligste attraktion. I 1897 kom Kystbanen til Nivå, der har en mindre station tegnet af Heinrich Wenck.

## Nive Mølle
Nive Mølle er en tidligere vandmølle, der ligger ved Usserød Å. Tidligere husede Nive både en vandmølle, og en vejrmølle, der var opsat på den bakke, hvor Nivå Kirke ligger i dag. Nive Mølle anvendes i dag til erhvervsformål og har tidligere huset Nive Flisefabrik.

## Nivå Kirke
Nivå Kirke er forholdsvis ung, fra 1910, og tegnet af arkitekt Kay Schrøder, der var søn af ovennævnte arkitekt. Nivås borgere havde langt til kirken i Karlebo, og det bekymrede Johannes Hage og ikke mindst hans mor Vilhelmine. Fra gammel tid var præster på skift kommet til Nivå for at prædike, og i disse år (omkring 1875) foregik gudstjenesterne efter Vilhelmine Hages ønske på Nivågård. I forlængelse af Lille Nivågård lod Vilhelmine i 1878 opføre en lille bedesal, og med præsten fra Karlebo aftales det, at han to gange om måneden skulle komme og prædike for byens borgere. Efter at bedesalen var blevet overflødig, blev den stillet til rådighed for Sankt Vincent Søstrene fra Helsingør og anvendt til katolske gudstjenester. Bedesalen findes endnu, men er kraftigt ombygget.

## Lyngebækgård
En anden større gård i Nivå er Lyngebækgård, der er dannet ved sammelægningen af bøndergårde i landsbyen Ullerød. Det blev tidligt en "københavnergård", indehavet af mange skiftende ejere. I 1893 brændte avlsbygningerne fulgt af hovedbygningen, forpagterboligen og en del af avlsbygningerne i 1905. Et nyt anlæg skød op kort efter, udført efter tegning af arkitekt Martin Nyrop. Den store stue går gennem flere etager i hovedbygningen, og skulle være en efterligning af riddersalen på Frederiksborg Slot. 1925 overtoges ejendommen af generalkonsul Jens Olsen. I 1948 overdrog han gården som børnehjem til et fond til fordel for dårligt stillede børn. Børnehjemmet fungerede til 1988, og fra 1993 var Lyngebækgård asylcenter et par år. Avlsbygninger og bestyrerbolig var til 2005 Nivå Ungdomsskole. I 2000 blev gården købt af Sjælsø Gruppen, der har renoveret det da medtagne anlæg.

## Strandvejen
I 1940 blev den gamle Strandvej aflastet af vandstrandvejen, der blev anlagt tæt ved kysten og forbinder Mikkelborg og Humlebæk uden at passere Nivå.

## Naturen
Naturen omkring Nivå er som det meste af Nordsjælland præget af moræne- og kulturlandskaber.
Lave Skov afgrænser Nivå fra Humlebæk og Sletten. Øresundskysten byder på det fredede fuglereservat Nivå Strandenge, der fungerer som yngleplads og rastested for en række vand- og vadefugle som f.eks. hav- og fjordterner, fiskeørn, rørhøg, musvåger, spurvehøg, tårnfalk, edderfugl, måge, pibeand, knortegås, viber, troldand, hvinand, gravand, sangsvane, canadagås, toppet lappedykker, skarv, skærpiber, snespurv, dobbelt- og enkeltbekkasin.
Lige syd for havnen finder man Nivå Strandpark, hvor vandet er lavt og havbunden har revler langt ude fra kysten. Der er også en badebro. Stranden er med andre ord meget børnevenlig. Der er livredder hele sommeren samt adgang til offentlige toiletter. Får man trang til en is eller noget mad, kan det købes i Nivå Havn. Hver sommer arrangeres der Sankt Hans bål. Strandparken blev indviet samtidig med indvielsen af Nivå Havn. Før i tiden lå Nivå Strand på en tange der, hvor havneudløbet ligger i dag.
Den nu lukkede teglværksindustri har sat sit markante præg i landskabet i form af de store, vandfyldte lergrave, man bl.a. finder i den nordøstlige del af Nivå fra Islandshøjparken mod nordøst og ned mod Nivå Havn, hvis havnebassin og tilstødende (ikke anvendte) nabobassin er gamle lergrave.
Nive Å og Usserød Å gennemskærer et stort, grønt, rekreativt område, kaldet Nivå-dalen. Dalen udgjorde i slutningen af stenalderen Nivå Fjord, der skar sig 4-5 km. ind i landet. Åen er den eneste lille rest af den gamle fjord. Området, der er en del af en af Danmarks største fredningsområder, afgrænses foruden af Nivå og Niverød mod nord også Vejenbrød mod vest og mod syd af de store, opdyrkede områder, der ligger nord for Mikkelborg (syd for Lyngebækgård) og Kokkedal. Møllevejen med Nivå Kirke, idrætsanlæggene og Nive Mølle skærer sig igennem området, hvor man kan opleve et rigt dyre- og planteliv.
Et omfattende stisystem, der forbinder Niverød med Nivå, Vejenbrød og Møllevej, giver gode muligheder for lange gåture i det naturskønne område. Her holder også den lokale fåreavlerforening til. Man kan således på et afgrænset område ved Møllevej (overfor Nivå Kirke) næsten hele året rundt følge med i fårenes liv med klipninger og – ikke mindst – tilkomsten af nye lam ved påsketid. En begivenhed der tiltrækker mange af de lokale beboere. Et mindre afgrænset område tæt ved Kongevejen, anvendes til tider som græsningsareal for en lille flok køer.
Niverød, der i dag er vokset sammen med Nivå, afgrænses mod nord også af et stort, grønt naturområde, hvor man via et stisystem kan komme til Lave Skov, landsbyen Dageløkke og videre mod Humlebæk.
Nivåbugt er bl.a. hjemsted for Mesodinium chamaeleon – en amøbe, der blev opdaget i 2012. Amøben fæstner sig til en plante, som den spiser af (grøntkornene), hvorefter den forvandler sig til en plante ved at leve af den energi, grøntkornene producerer via fotosyntese. Amøben kan dermed både kategoriseres som et dyr og en plante.

## Kulturliv
Byens kulturliv omfatter blandt andet Nivå Musiklaug, der arrangerer en årlig musikfestival i Kalvehaven, Nivå Børnefilmklub, Nivå Fåreavlerforening, Karlebo Kunstnerforening, Tyrkisk Kultur- og Undervisningsforening, Nivå Big Band, DCH Nivå (hundetræning), Karlebo Folkedansere, Privatradiodækningsklubben Daiwa, Galleri Fensmark og Nivå Amatør Teater.
Nivå Bibliotek, der jævnligt danner ramme om kulturelle events og udstillinger, ligger i Nivå Center.
Foreningen for Kulturelle Projekter, er en tværkulturel forening, der aktivt søger at fremme integrationen af indvandrere og disses efterkommere i det lokale kulturliv og samfund. Foreningen arbejder også for udbredelsen af kendskabet til den arabiske kultur. "Nivå Nu" er et samarbejde mellem boligselskaberne Fredensborg Boligselskab, Vibo, KAB og Fredensborg Kommune. Projektet arbejder med integration i relation til unge mennesker.
Karlebo Lokalhistoriske Forening, der bl.a. beskæftiger sig med Nivås og Niverøds historie, har til huse i en gammel rytterskole i det nærliggende Avderød. Rytterskolen er tillige hjemsted for Fredensborg Lokalhistoriske Museum, hvor man viser tre faste udstillinger om henholdsvis kunstfliser fra Nivå (og Humlebæk) Flisefabrik, landbokulturen i Fredensborg Kommune samt en historisk skolestue med gammelt inventar og redskaber fra de lokale skoler i Fredensborg Kommune

## Sport
Nivå har en fodboldklub, Nivå-Kokkedal Fodboldklub (NKF), der i samarbejde med HUI (Hørsholm Usserød Idrætsforening) stod bag FC Øresund, der af og til spillede sine hjemmekampe på stadionanlægget Karsemosegård tæt ved Nivå Kirke (men ellers holdt til i Hørsholm Idrætspark). FC Øresunds hidtil bedste placering blev en 3. plads i Danmarksseriens pulje 1 i sæsonen 2010-2011.
Karsemosegårdanlægget er også hjemsted for Kokkedal Pirates, hvor man har mulighed for at dyrke baseball og softball.
Dertil kommer bl.a. Nivå Kokkedal Badmintonklub, Nivå Karateskole, Karlebo Bokseklub, Nivå Golf, Nivå Gymnastikforening (NG), Nivå GF Fodbold, FC Nivå og Øresund Håndbold Syd. NKK-hallen er hjemsted for Øresund Håndbold Syd, Nivå Gymnastikforening og Nivå Kokkedal Badmintonklub.
Nivå Havn er base for Nivå Pingvinerne (helårsbadning), Nivå Bådelaug, Nivå Tursejlere, Nivå Roklub, Nivå Kajakklub og Nivå Vandskiklub. Nive Å's Lystfiskerforening har også hjemme i Nivå.

## Socioøkonomiske forhold
Nivå og Niverøds befolkning kan bedst beskrives som en blanding af arbejder- og middelklasse. Man finder villaer i liebhaverklassen lige nord for Nivå Havn. Beboelsesmassen består således fortrinsvis af parcelhuse, gårdhavehuse, rækkehuse og lejlighedsbyggeri (både privatejet og alment).
Kommunen som sådan og Nivå-området har siden 1970'erne taget imod mange indvandrere.
Gennemsnitsindkomsten i hele Fredensborg Kommune blev i 2009 ifølge Danmarks Statistik (Statistikbanken, tabel INDKP5) opgjort til 327.848 kr. om året per indbygger.

## Notable personer fra Nivå og Niverød
- Alexander Valeur, journalist og eventyrer.
- Danh Vō, kunstner
- Johannes Hage, godsejer og politiker.
- Alfred Theodor Andersson, inspektør for Nivaagaard og Den Hageske Stiftelse
- Anders Heinrichsen, skuespiller
- Helle Bygum, journalist, tv-vært
- Nina Klinker Stephensen, journalist m.m.
- Flemming Madsen 18.2.1912-23.1.1997, dansk journalist og forfatter.
- Lars Knutzon, skuespiller
- Iben Claces, forfatter
- Poul Erik Larsson, forfatter
- Claus Christiansen, fodboldspiller.
- Lena Bidstrup, billedvæver
- Morten Thrane, håndboldspiller
- Inge Fischer Møller (1939-1984), socialrådgiver og politiker.
- Torben Kristiansen (fodboldspiller), zoneterapeut og fodboldspiller.
- Holger Sørensen (1913-1981), arkitekt
- Vibeke Charlotte Vøhtz Trokmar, forfatter, skuespiller, fysioterapeut
  - En enkelt person sættes i forbindelse med Nivå på en lidt anden vis. Mogens "Nivå" Pedersen fik sit tilnavn i forb. m. et regulært landevejsrøveri begået mod en pengetransport i Nivå helt tilbage i 1971. Senere blev han pga. flere vellykkede flugtforsøg kendt som flugtkonge. Han er tillige dømt for handel med narkotika og smugling af hash.

## Galleri
- Nivå Strandpark med svane
- Nive Å eller Nivåen, som har givet navn til byen Nivå
- Nivåtoget har endestation i Nivå
- Havefiguren splitte mine bramsejl i forhaven til Galleri Fensmark
- Lergrave. Teglværkerne har gravet efter ler til deres produktion
- Indsejling til Nivå Havn

## Statistisk kildehenvisning
1. 1 2 3  Danmarks Statistik: Statistikbanken Tabel BY1: Folketal 1. januar efter byområde, alder og køn
2. ↑  Pedersen, s.5
3. ↑  Frandsen, bilagskort
4. ↑  Frandsen, s. 103

- "Forbløffende skabning opdaget i Nivå Bugt". Videnskab.dk. Hentet 17. januar 2012.
- "Rekordkarriere af Torben Kristiansen". Perfrost.dk. Hentet 6. maj 2012.{{cite web}}:  CS1-vedligeholdelse: url-status (link)